# Ferdinand Bonaventura Kinsky von Wchinitz und Tettau
Ferdinand Bonaventura, VII principe Kinsky von Wchinitz und Tettau (de: Ferdinand Bonaventura Christian Josef Hieronymus Rudolf Rafael 7. Fürst Kinsky von Wchinitz und Tettau; Vienna, 22 ottobre 1834 – Hermannstädtel, 2 gennaio 1904), è stato un nobile austriaco, VII Principe Kinsky von Wchinitz und Tettau.

## Infanzia

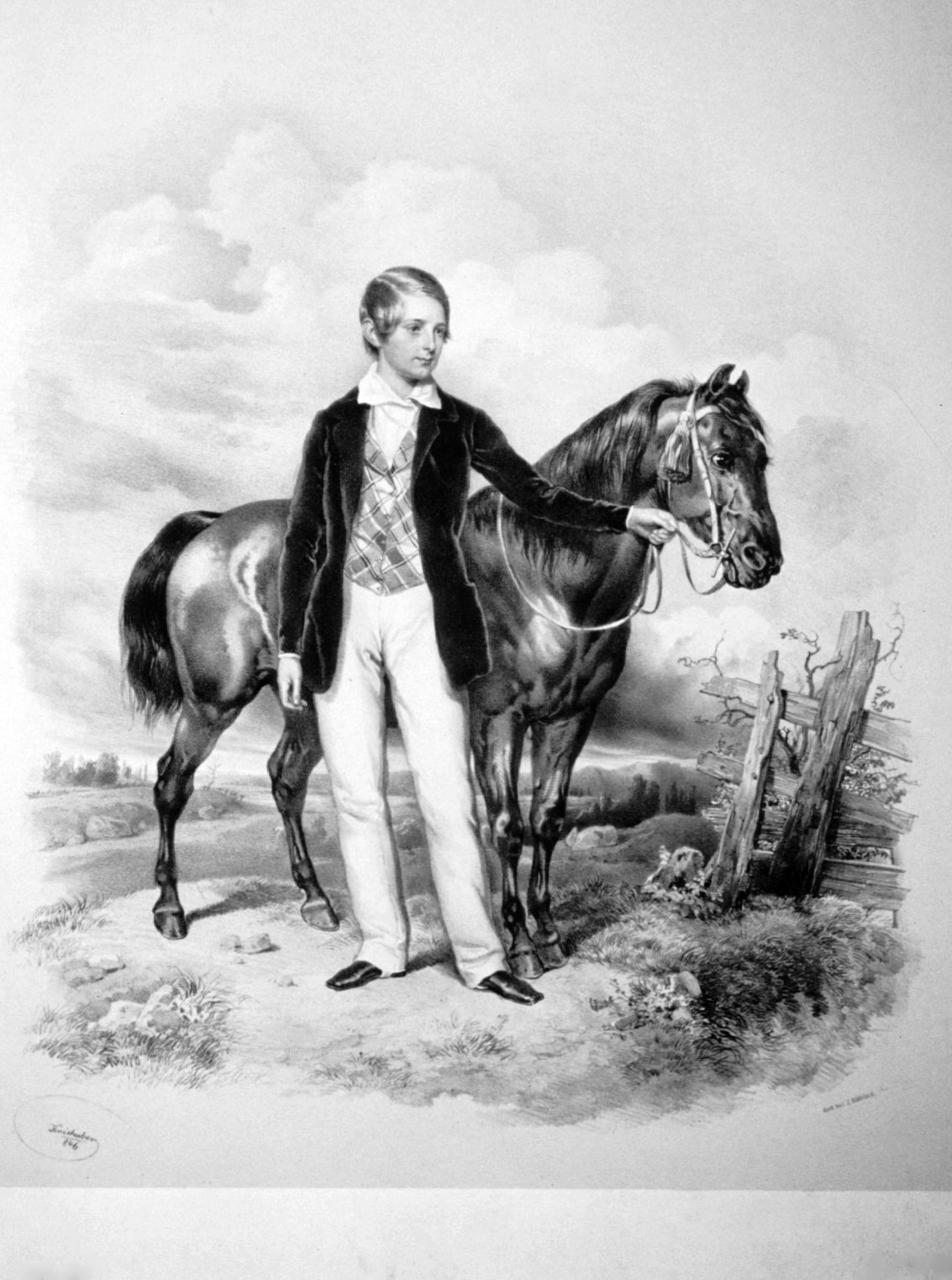
Il giovane principe in una litografia d'epoca

Il principe Ferdinand Bonaventura nacque a Vienna capitale dell'impero austriaco come unico figlio maschio di Rudolf, VI Principe Kinsky von Wchinitz und Tettau e di sua moglie, la contessa Wilhelmine von Colloredo-Mannsfeld. Successe a suo padre all'età di 1 anno nel 1836. Risiedette perlopiù al castello di Choceň.
Nel 1873 fu investito dell'ordine del Toson d'oro. Fu grande amico dell'imperatrice Sissi con la quale condivideva la passione per i cavalli. Morì nel 1904 a causa di una caduta da cavallo come suo nonno e fu succeduto dal figlio maggiore Karl.

## Matrimonio e figli
Ferdinand Bonaventura sposò il 5 aprile 1856 a Vienna la principessa Maria Giuseppa del Lichtenstein (1835–1905), la più giovane delle figlie del principe Carlo Francesco del Liechtenstein e di sua moglie, la contessa Franzisca von Wrbna und Freudenthal.
Ebbero sette figli:
- Contessa Wilhelmine Kinsky von Wchinitz und Tettau (5 aprile 1857 – 1 ottobre 1909) sposò nel 1878 Franz, Principe von Auersperg; ebbe figli.
- Karl Rudolf Ferdinand Andreas, VIII Principe Kinsky von Wchinitz und Tettau (29 novembre 1858 – 11 dicembre 1919), sposò nel 1895 la Contessa Elisabeth Wolff-Metternich zur Gracht; senza figli.
- Rudolf, IX Principe Kinsky von Wchinitz und Tettau (11 dicembre 1859 – 13 marzo 1930), sposò nel 1881 la Contessa Marie von Wilczek; ebbe figli.
- Contessa Franziska Kinsky von Wchinitz und Tettau (26 dicembre 1861 – 11 luglio 1935), sposò nel 1879 Alfredo, II Principe di Montenuovo; ebbe figli.
- Contessa Elisabeth Wilhelmina Maria Prokopia Cyrilla Methodia Kinsky von Wchinitz und Tettau (4 luglio 1865 – 10 luglio 1941), sposò nel 1884 Johann, Conte von Wilczek; ebbe figli.
- Conte Ferdinand Vincenz Rudolf Kinsky von Wchinitz und Tettau (8 settembre 1866 – 3 febbraio 1916), sposò nel 1892 la Principessa Aglaë von Auersperg; ebbe figli. È il nonno paterno della principessa consorte del Lichtenstein.
- Contessa Marie Clotilde Kinsky von Wchinitz und Tettau (30 maggio 1878 – 19 luglio 1945), sposò nel 1897 il Conte Ottokar von Czernin; ebbe figli.

## Ascendenza
|                                               |                                          |                                                | Genitori                                                       |  |  | Nonni |  |  | Bisnonni                              |  |  | Trisnonni                                            |  |
|                                               |                                          |                                                |                                                                |  |  |       |  |  | Joseph Kinsky von Wchinitz und Tettau |  |  | Franz de Paula Ulrich Kinsky von Wchinitz und Tettau |  |
|                                               |                                          |                                                |                                                                |  |  |       |  |  | Joseph Kinsky von Wchinitz und Tettau |  |  | Franz de Paula Ulrich Kinsky von Wchinitz und Tettau |  |
|                                               |                                          | Maria Sidonia Teresa di Hohenzollern-Hechingen |                                                                |  |  |       |  |  | Joseph Kinsky von Wchinitz und Tettau |  |  |                                                      |  |
| Ferdinand Kinsky von Wchinitz und Tettau      |                                          |                                                |                                                                |  |  |       |  |  | Joseph Kinsky von Wchinitz und Tettau |  |  |                                                      |  |
|                                               |                                          | Rosa von Harrach zu Rohrau und Thannhausen     | Ferdinand Bonaventura II von Harrach zu Rohrau und Thannhausen |  |  |       |  |  |                                       |  |  |                                                      |  |
|                                               |                                          | Rosa von Harrach zu Rohrau und Thannhausen     | Ferdinand Bonaventura II von Harrach zu Rohrau und Thannhausen |  |  |       |  |  |                                       |  |  |                                                      |  |
|                                               |                                          | Rosa von Harrach zu Rohrau und Thannhausen     | Maria Rosa von Harrach zu Rohrau und Thannausen                |  |  |       |  |  |                                       |  |  |                                                      |  |
| Rudolf Kinsky von Wchinitz und Tettau         |                                          | Rosa von Harrach zu Rohrau und Thannhausen     |                                                                |  |  |       |  |  |                                       |  |  |                                                      |  |
|                                               |                                          | Franz Georg Josef Anselm von Kerpen            | Lothar Franz Christoph von Kerpen                              |  |  |       |  |  |                                       |  |  |                                                      |  |
|                                               |                                          | Franz Georg Josef Anselm von Kerpen            | Lothar Franz Christoph von Kerpen                              |  |  |       |  |  |                                       |  |  |                                                      |  |
|                                               |                                          | Franz Georg Josef Anselm von Kerpen            | Maria Charlotte Josephine Mohr von Wald                        |  |  |       |  |  |                                       |  |  |                                                      |  |
| Maria Charlotte von Kerpen                    |                                          | Franz Georg Josef Anselm von Kerpen            |                                                                |  |  |       |  |  |                                       |  |  |                                                      |  |
|                                               |                                          | Maria Antonia von Hornstein-Goeffingen         | Marquard Eustach Philipp von Hornstein-Göffingen               |  |  |       |  |  |                                       |  |  |                                                      |  |
|                                               |                                          | Maria Antonia von Hornstein-Goeffingen         | Marquard Eustach Philipp von Hornstein-Göffingen               |  |  |       |  |  |                                       |  |  |                                                      |  |
|                                               |                                          | Maria Antonia von Hornstein-Goeffingen         | Walburga Maria Anna Schertel von Burtenbach                    |  |  |       |  |  |                                       |  |  |                                                      |  |
| Ferdinand Bonaventura von Wchinitz und Tettau |                                          | Maria Antonia von Hornstein-Goeffingen         |                                                                |  |  |       |  |  |                                       |  |  |                                                      |  |
|                                               | Franz Gundackar I von Colloredo-Mansfeld | Rudolph Joseph von Colloredo-Waldsee           |                                                                |  |  |       |  |  |                                       |  |  |                                                      |  |
|                                               | Franz Gundackar I von Colloredo-Mansfeld | Rudolph Joseph von Colloredo-Waldsee           |                                                                |  |  |       |  |  |                                       |  |  |                                                      |  |
|                                               | Franz Gundackar I von Colloredo-Mansfeld | Maria Gabriella von Starhemberg                |                                                                |  |  |       |  |  |                                       |  |  |                                                      |  |
| Hieronymus von Colloredo-Mansfeld             | Franz Gundackar I von Colloredo-Mansfeld |                                                |                                                                |  |  |       |  |  |                                       |  |  |                                                      |  |
|                                               |                                          | Anna Maria Isabella von Mansfeld Vorderort     | Heinrich Paul Franz von Mansfeld                               |  |  |       |  |  |                                       |  |  |                                                      |  |
|                                               |                                          | Anna Maria Isabella von Mansfeld Vorderort     | Heinrich Paul Franz von Mansfeld                               |  |  |       |  |  |                                       |  |  |                                                      |  |
|                                               |                                          | Anna Maria Isabella von Mansfeld Vorderort     | Maria Anna Czernin von und zu Chudenitz                        |  |  |       |  |  |                                       |  |  |                                                      |  |
| Wilhelmine Elisabeth von Colloredo-Mannsfeld  |                                          | Anna Maria Isabella von Mansfeld Vorderort     |                                                                |  |  |       |  |  |                                       |  |  |                                                      |  |
|                                               |                                          | Georg Christian Anton von Waldstein-Wartenberg | František de Paula von Waldstein-Wartenberg                    |  |  |       |  |  |                                       |  |  |                                                      |  |
|                                               |                                          | Georg Christian Anton von Waldstein-Wartenberg | František de Paula von Waldstein-Wartenberg                    |  |  |       |  |  |                                       |  |  |                                                      |  |
|                                               |                                          | Georg Christian Anton von Waldstein-Wartenberg | Maria Josepha von Trauttmansdorff                              |  |  |       |  |  |                                       |  |  |                                                      |  |
| Wilhelmine Johanna von Waldstein-Wartenberg   |                                          | Georg Christian Anton von Waldstein-Wartenberg |                                                                |  |  |       |  |  |                                       |  |  |                                                      |  |
|                                               |                                          | Elisabeth Maria von Ulfeldt                    | Corfitz Anton von Ulfelt                                       |  |  |       |  |  |                                       |  |  |                                                      |  |
|                                               |                                          | Elisabeth Maria von Ulfeldt                    | Corfitz Anton von Ulfelt                                       |  |  |       |  |  |                                       |  |  |                                                      |  |
|                                               |                                          | Elisabeth Maria von Ulfeldt                    | Maria Elisabeth von Lobkowitz                                  |  |  |       |  |  |                                       |  |  |                                                      |  |
|                                               |                                          | Elisabeth Maria von Ulfeldt                    |                                                                |  |  |       |  |  |                                       |  |  |                                                      |  |